# Pieter de Molyn

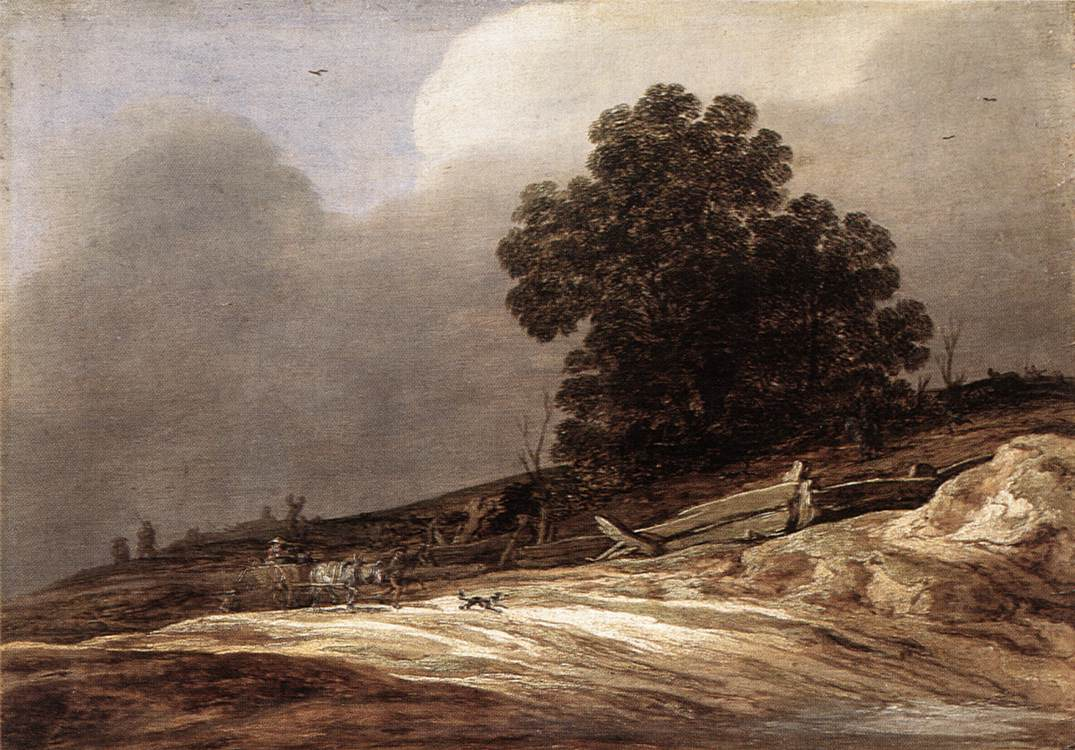
Piaszczysta wydma, 1626, Herzog Anton Ulrich-Museum w Brunszwiku

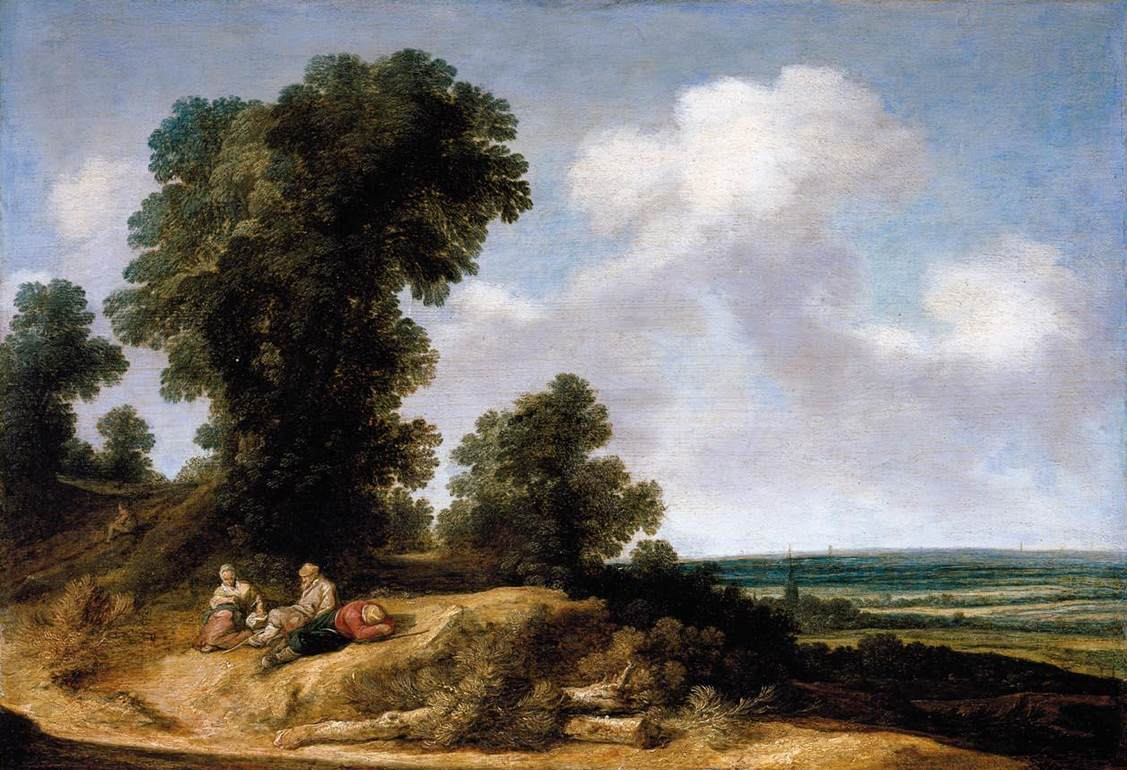
Pejzaż z wydmami, lata 30. XVII w.

Pieter de Molyn lub Molijn (ur. 6 kwietnia 1595 w Londynie, zm. 23 marca 1661 w Haarlemie) – holenderski malarz, rysownik i grawer.

## Życiorys
Urodził się w Londynie, lecz żył i pracował przede wszystkim w Haarlemie w Holandii. Brak pewnych informacji o jego wykształceniu, w 1616 wzmiankowany był już jako mistrz gildii św. Łukasza. Malował przede wszystkim pejzaże, rzadziej sceny rodzajowe i bitewne. Obecnie, obok Jana van Goyena i Jacoba van Ruisdaela, uważany jest prekursora realistycznego malarstwa pejzażowego w Holandii. Jego obraz Piaszczysta wydma z 1626 (obecnie w zbiorach Herzog Anton Ulrich-Museum w Brunszwiku) jest prawdopodobnie najwcześniejszym dziełem haarlemskiego malarza przedstawiającym wiejski pejzaż z wydmami. Obrazy artysty cechują liczne efekty świetlne i wrażliwa, liryczna interpretacja. Molyn był również aktywnym grafikiem, prawdopodobnie więcej czasu poświęcał na rysunek niż na malarstwo. Tworzył też litografie i kształcił uczniów (Gerard ter Borch, Jan Coelenbier, Allart van Everdingen, Christian de Hulst, Anthony Molijn, Jan Nose i Jan Wils).
W Muzeum Narodowym w Poznaniu znajdują się trzy obrazy przypisywane Molynowi: Krajobraz z wiatrakiem, Potyczka i Bitwa.
Holenderski historiograf sztuki Arnold Houbraken w swoim dziele De groote schouburgh der Nederlantsche konstschilders en schilderessen pisze, że Molyn miał syna, również o imieniu Pieter, który dobrze malował. Młody Pieter Molyn wyemigrował do Rzymu, gdzie został członkiem stowarzyszenia holenderskich malarzy Bentvueghels i posługiwał się pseudonimem Tempeest. Malował sceny myśliwskie w manierze Fransa Snydersa. Jego karierę przerwało zabójstwo żony, za które spędził szesnaście lat w więzieniu w Genui. Na wolność wyszedł dopiero w czasie bombardowania miasta przez Francuzów w 1684, uciekł do Parmy i tam mieszkał do końca życia, nadal malując.